# Никольский, Михаил Васильевич
Михаи́л Васи́льевич Нико́льский (1848 — 2 июля 1917) — русский востоковед, библеист, родоначальник русской ассириологии, отец историка Н. М. Никольского.

## Биография
Окончил Московскую духовную академию, а затем самостоятельно изучил несколько восточных языков и ассирийскую клинопись. Издал около 900 шумерских табличек и корпус ассирийских текстов, одним из первых пытался сопоставить шумерское пиктографическое и клинописное письмо. Участвовал в экспедиции Российского археологического общества в Закавказье в 1893 году, во время которой внёс существенный вклад в изучение Урарту. Преподавал иврит и ассириологию в Московском университете. Михаил Васильевич на долгое время вынужден был оставить университет из-за претензий консерваторов к его взглядам[уточнить]. Тем не менее, в 1908 году заслужил всеобщее научное признание и степень доктора «honoris causa» в Петербургском университете.

## Труды
- Саргон, царь ассирийский. 1. СПб, 1881.
- Ассирийские клинообразные тексты с транскрипцией и подстрочным русским переводом. Автограф. изд. М., 1883-84. Вып.1. Таблица знаков и силлабарии. 1883. 48 стр. Вып.2. Сумерийский гимн богу огня IV тыс. до Р. Х. с транскрипцией, переводом и подробным объяснением. 1884. 52 стр.
- Вавилонский контракт о продаже дома времени Шамаш-Шум-Укина царя вавилонского (666 г. до Р. Х.). М., 1891. 25 стр.
- Документы хозяйственной отчетности древнейшей эпохи Халдеи из собрания Н. П. Лихачева. В 2 т. М., 1908-15. Ч.1. 106 + 104 стр. (Серия «Древности восточные». Т.3/2). Ч.2. Эпоха династии Агаде и эпоха династии Ура. 1915. 151 стр. (Серия «Древности восточные». Т.5).

- Задачи русской археологии и исторической науки в Палестине и Месопотамии в связи с современными мировыми событиями, в кн.: По вопросу о задачах русской археологии и исторической науки на Переднем Востоке, М., 1917.

- Вавилония. — В кн.: Большая советская энциклопедия. Изд. 1-е. Т. 8. М, 1927, с. 507—517.
- Древний Вавилон. Популярно-научные очерки по истории культуры Сумера, Вавилона и Accypa. М. 1913. VI, 434 с.
- К вопросу о ренте-налоге в древнем Двуречье. К вопросу о форме эксплоатацив труда на Востоке. — «Вестник древней истории». 1939. № 2, с. 68—76.
- Община в древнем Двуречье. — «Вестник древней истории». 1938. № 4, с. 72—98.
- Рабство в древнем Двуречье. — «Вестник древней истории». 1941. № 1, с. 45—63.
- Частное землевладение и землепользование в древнем Двуречье Архивная копия от 9 декабря 2021 на Wayback Machine. (К истории вавилоно-ассирийского общества в 3—1 тысячелетии до и. э.) Минск. 1948. 159 с.